# Japan op het wereldkampioenschap voetbal 2014
Japan was een van de deelnemende landen aan het wereldkampioenschap voetbal 2014 in Brazilië. Het is de vijfde deelname voor het land. Alberto Zaccheroni is de bondscoach.

## Kwalificatie
Japan mocht instromen in de derde voorronde van de AFC-kwalificatie. Het team werd in groep B ingedeeld met Oezbekistan, Noord-Korea en Tadzjikistan. Met de tweede plaats stroomde het door naar de vierde ronde.
In de vierde ronde speelden de nummers één en twee uit de derde ronde tegen elkaar. Japan eindigde hier als eerste. Dit betekende dat zij zich rechtstreeks plaatste voor het WK.

### Kwalificatieduels

#### Derde ronde

##### Groep C
| # | Land         | AW | W | G | V | Pnt | DV | DT | DS  |
| - | ------------ | -- | - | - | - | --- | -- | -- | --- |
| 1 | Oezbekistan  | 6  | 5 | 1 | 0 | 16  | 8  | 1  | +7  |
| 2 | Japan        | 6  | 3 | 1 | 2 | 10  | 14 | 3  | +11 |
| 3 | Noord-Korea  | 6  | 2 | 1 | 3 | 7   | 3  | 4  | −1  |
| 4 | Tadzjikistan | 6  | 0 | 1 | 5 | 1   | 1  | 18 | −17 |

| LAND         | JAP | OEZ | TAD | NKO |
| ------------ | --- | --- | --- | --- |
| Japan        |     | 0-1 | 8-0 | 1-0 |
| Oezbekistan  | 1-1 |     | 3-0 | 1-0 |
| Tadzjikistan | 0-4 | 0-1 |     | 1-1 |
| Noord-Korea  | 1-0 | 0-1 | 1-0 |     |

##### Wedstrijden
|                        |               |         |             |                                                                             |
| 2 september 2011 19:24 | Japan         | 1 – 0   | Noord-Korea | Saitamastadion, Saitama Toeschouwers: 62.000 Scheidsrechter: Ali Al Badwawi |
| 2 september 2011 19:24 | Yoshida 90+4' | verslag |             | Saitamastadion, Saitama Toeschouwers: 62.000 Scheidsrechter: Ali Al Badwawi |

|                        |             |         |             |                                                                                            |
| 6 september 2011 19:00 | Oezbekistan | 1 – 1   | Japan       | Pakhtakor Markaziy Stadium, Tashkent Toeschouwers: 32.000 Scheidsrechter: Khalil Al Ghamdi |
| 6 september 2011 19:00 | Djeparov 8' | verslag | Okazaki 65' | Pakhtakor Markaziy Stadium, Tashkent Toeschouwers: 32.000 Scheidsrechter: Khalil Al Ghamdi |

|                       |                                                                            |         |              |                                                                       |
| 11 oktober 2011 19:45 | Japan                                                                      | 8 – 0   | Tadzjikistan | Nagaistadion, Osaka Toeschouwers: 44.688 Scheidsrechter: Ben Williams |
| 11 oktober 2011 19:45 | Havenaar 11', 47' Okazaki 19', 74' Komano 35' Kagawa 41', 68' Nakamura 56' | verslag |              | Nagaistadion, Osaka Toeschouwers: 44.688 Scheidsrechter: Ben Williams |

|                        |              |         |                                        |                                                                             |
| 11 november 2011 14:00 | Tadzjikistan | 0 – 4   | Japan                                  | Central Stadium, Dushanbe Toeschouwers: 18.000 Scheidsrechter: Kim Dong Jin |
| 11 november 2011 14:00 |              | verslag | Konno 36' Okazaki 61', 90+2' Maeda 82' | Central Stadium, Dushanbe Toeschouwers: 18.000 Scheidsrechter: Kim Dong Jin |

|                        |                  |         |       |                                                                                     |
| 15 november 2011 16:00 | Noord-Korea      | 1 – 0   | Japan | Kim Il-sung Stadium, Pyongyang Toeschouwers: 50.000 Scheidsrechter: Nawaf Shukralla |
| 15 november 2011 16:00 | Pak Nam-Chol 50' | verslag |       | Kim Il-sung Stadium, Pyongyang Toeschouwers: 50.000 Scheidsrechter: Nawaf Shukralla |

|                        |       |         |             |                                                                             |
| 29 februari 2012 19:32 | Japan | 0 – 1   | Oezbekistan | Toyotastadion, Toyota Toeschouwers: 42.720 Scheidsrechter: Abdullah Balideh |
| 29 februari 2012 19:32 |       | verslag | Shadrin 53' | Toyotastadion, Toyota Toeschouwers: 42.720 Scheidsrechter: Abdullah Balideh |

#### Vierde ronde

##### Groep B
| Geplaatst voor de WK-eindronde     |
| Play-offs tegen nummer 3 groep A   |
| Uitgeschakeld voor de WK-eindronde |

| Nr. | Land      | GW | W | G | V | DV | DT | DS  | Ptn |
| --- | --------- | -- | - | - | - | -- | -- | --- | --- |
| 1   | Japan     | 8  | 5 | 2 | 1 | 15 | 5  | +11 | 17  |
| 2   | Australië | 8  | 3 | 4 | 1 | 11 | 6  | +5  | 13  |
| 3   | Jordanië  | 8  | 3 | 1 | 4 | 7  | 16 | −9  | 10  |
| 4   | Oman      | 8  | 2 | 3 | 3 | 7  | 10 | −3  | 9   |
| 5   | Irak      | 8  | 1 | 2 | 5 | 4  | 8  | −4  | 5   |

|   | Speler           | Land  | Goals |
| - | ---------------- | ----- | ----- |
| 1 | Keisuke Honda    | Japan | 5     |
| 2 | Ryoichi Maeda    | Japan | 3     |
| 2 | Shinji Okazaki   | Japan | 3     |
| 3 | Yuzo Kurihara    | Japan | 2     |
| 4 | Shinji Kagawa    | Japan | 1     |
| 4 | Hiroshi Kiyotake | Japan | 1     |

##### Wedstrijden
|                   |                                 |         |      |                                                                              |
| 3 juni 2012 12:31 | Japan                           | 3 – 0   | Oman | Saitamastadion, Saitama Toeschouwers: 63.551 Scheidsrechter: Ravshan Irmatov |
| 3 juni 2012 12:31 | Honda 11' Maeda 51' Okazaki 54' | verslag |      | Saitamastadion, Saitama Toeschouwers: 63.551 Scheidsrechter: Ravshan Irmatov |

|                   |                                                              |         |                |                                                                           |
| 8 juni 2012 12:32 | Japan                                                        | 6 – 0   | Jordanië       | Saitamastadion, Saitama Toeschouwers: 60.874 Scheidsrechter: Kim Dong Jin |
| 8 juni 2012 12:32 | Maeda 18' Honda 22', 31', 53' (pen.) Kagawa 35' Kurihara 89' | verslag | 25', 27' Salim | Saitamastadion, Saitama Toeschouwers: 60.874 Scheidsrechter: Kim Dong Jin |

|                    |                                        |         |                       |                                                                                 |
| 12 juni 2012 12:00 | Australië                              | 1 – 1   | Japan                 | Suncorp Stadium, Brisbane Toeschouwers: 40.189 Scheidsrechter: Khalil Al Ghamdi |
| 12 juni 2012 12:00 | Wilkshire 70' (pen.) Milligan 24', 55' | verslag | 65' 22', 89' Kurihara | Suncorp Stadium, Brisbane Toeschouwers: 40.189 Scheidsrechter: Khalil Al Ghamdi |

|                         |           |         |      |                                                                           |
| 11 september 2012 12:34 | Japan     | 1 – 0   | Irak | Saitamastadion, Saitama Toeschouwers: 60.593 Scheidsrechter: Abdul Bashir |
| 11 september 2012 12:34 | Maeda 25' | verslag |      | Saitamastadion, Saitama Toeschouwers: 60.593 Scheidsrechter: Abdul Bashir |

|                        |                 |         |                          |                                                                                            |
| 14 november 2012 15:30 | Oman            | 1 – 2   | Japan                    | Sultan Qaboos Sports Complex, Masqat Toeschouwers: 28.360 Scheidsrechter: Abdullah Balideh |
| 14 november 2012 15:30 | Al Mahaijri 77' | verslag | 20' Kiyotake 90' Okazaki | Sultan Qaboos Sports Complex, Masqat Toeschouwers: 28.360 Scheidsrechter: Abdullah Balideh |

|                     |                               |         |            |                                                                                   |
| 26 maart 2013 17:00 | Jordanië                      | 2 – 1   | Japan      | King Abdullah Stadium, Amman Toeschouwers: 18.000 Scheidsrechter: Alireza Faghani |
| 26 maart 2013 17:00 | Bani Ateyah 45+1' Ibrahim 60' | verslag | 69' Kagawa | King Abdullah Stadium, Amman Toeschouwers: 18.000 Scheidsrechter: Alireza Faghani |

|                   |                  |         |           |                                                                              |
| 4 juni 2013 19:34 | Japan            | 1 – 1   | Australië | Saitamastadion, Saitama Toeschouwers: 62.172 Scheidsrechter: Nawaf Shukralla |
| 4 juni 2013 19:34 | Honda 90' (pen.) | verslag | 81' Oar   | Saitamastadion, Saitama Toeschouwers: 62.172 Scheidsrechter: Nawaf Shukralla |

|                    |                      |         |             |                                                                                  |
| 11 juni 2013 17:30 | Irak                 | 0 – 1   | Japan       | Grand Hamad Stadium, Doha Toeschouwers: 1.100 Scheidsrechter: Valentin Kovalenko |
| 11 juni 2013 17:30 | Abdul-Zahra 71', 82' | verslag | 89' Okazaki | Grand Hamad Stadium, Doha Toeschouwers: 1.100 Scheidsrechter: Valentin Kovalenko |

## Het wereldkampioenschap
Op 6 december 2013 werd er geloot voor de groepsfase van het WK in Brazilië. Japan werd als vierde ondergebracht in Groep C en kreeg zo Recife, Natal en Cuiabá als speelsteden voor de groepsfase. Ook Colombia, Griekenland en Ivoorkust kwamen in Groep C terecht.
De FIFA maakte op 13 mei bekend dat de slogan van het Japanse elftal, zichtbaar op de spelersbus, "サムライよ!!　戦いの時はきた" is, dat "Samurai, de tijd om te vechten is gekomen!" betekent. De slogan werd door supporters gekozen.

### Uitrustingen
| Thuistenue | Uittenue |

### Technische staf
| Naam               | Functie              |
| ------------------ | -------------------- |
| Technische staf    |                      |
| Alberto Zaccheroni | Bondcoach            |
| Stefano Agresti    | Assistent            |
| Eugenio Albarella  | Fitnesstrainer       |
| Maurizio Guido     | Keepertrainer        |
| Ichiro Wada        | Technische assistent |
| Giampaolo Colautti | Technische assistent |

### Selectie
| Nr.           | Naam              | Geboortedatum | GW |   |   |   |   |   |   | Club                 |
| ------------- | ----------------- | ------------- | -- | - | - | - | - | - | - | -------------------- |
| Doelmannen    |                   |               |    |   |   |   |   |   |   |                      |
| 1             | Eiji Kawashima    | 20-03-1983    | 3  | 0 | 0 | 0 | 0 | 0 | 0 | Standard Luik        |
| 12            | Shusaku Nishikawa | 18-06-1986    | 0  | 0 | 0 | 0 | 0 | 0 | 0 | Urawa Red Diamonds   |
| 23            | Shuichi Gonda     | 03-03-1989    | 0  | 0 | 0 | 0 | 0 | 0 | 0 | FC Tokyo             |
| Verdedigers   |                   |               |    |   |   |   |   |   |   |                      |
| 2             | Atsuto Uchida     | 27-03-1988    | 3  | 0 | 0 | 0 | 0 | 0 | 0 | FC Schalke 04        |
| 3             | Gotoku Sakai      | 14-03-1991    | 0  | 0 | 0 | 0 | 0 | 0 | 0 | VfB Stuttgart        |
| 5             | Yuto Nagatomo     | 12-08-1986    | 3  | 0 | 0 | 0 | 0 | 0 | 0 | Internazionale       |
| 6             | Masato Morishige  | 21-05-1987    | 1  | 0 | 1 | 0 | 0 | 0 | 0 | FC Tokyo             |
| 15            | Yasuyuki Konno    | 25-01-1983    | 2  | 0 | 1 | 0 | 0 | 0 | 0 | Gamba Osaka          |
| 19            | Masahiko Inoha    | 28-08-1985    | 0  | 0 | 0 | 0 | 0 | 0 | 0 | Júbilo Iwata         |
| 21            | Hiroki Sakai      | 12-04-1990    | 0  | 0 | 0 | 0 | 0 | 0 | 0 | Hannover 96          |
| 22            | Maya Yoshida      | 24-08-1988    | 3  | 0 | 1 | 0 | 0 | 0 | 0 | Southampton FC       |
| Middenvelders |                   |               |    |   |   |   |   |   |   |                      |
| 4             | Keisuke Honda     | 13-06-1986    | 3  | 1 | 0 | 0 | 0 | 0 | 0 | AC Milan             |
| 7             | Yasuhito Endo     | 28-01-1980    | 2  | 0 | 0 | 0 | 0 | 2 | 0 | Gamba Osaka          |
| 8             | Hiroshi Kiyotake  | 12-11-1989    | 1  | 0 | 0 | 0 | 0 | 1 | 0 | 1. FC Nürnberg       |
| 10            | Shinji Kagawa     | 17-03-1989    | 3  | 0 | 0 | 0 | 0 | 1 | 2 | Manchester United FC |
| 14            | Toshihiro Aoyama  | 22-02-1986    | 1  | 0 | 0 | 0 | 0 | 0 | 1 | Sanfrecce Hiroshima  |
| 16            | Hotaru Yamaguchi  | 06-10-1990    | 3  | 0 | 0 | 0 | 0 | 1 | 0 | Cerezo Osaka         |
| 17            | Makoto Hasebe     | 18-01-1984    | 3  | 0 | 1 | 0 | 0 | 0 | 2 | 1. FC Nürnberg       |
| Aanvallers    |                   |               |    |   |   |   |   |   |   |                      |
| 9             | Shinji Okazaki    | 16-04-1986    | 3  | 1 | 0 | 0 | 0 | 0 | 1 | 1. FSV Mainz 05      |
| 11            | Yoichiro Kakitani | 03-01-1990    | 2  | 0 | 0 | 0 | 0 | 2 | 0 | Cerezo Osaka         |
| 13            | Yoshito Okubo     | 09-06-1982    | 3  | 0 | 0 | 0 | 0 | 1 | 0 | Kawasaki Frontale    |
| 18            | Yuya Osako        | 18-05-1990    | 2  | 0 | 0 | 0 | 0 | 0 | 2 | TSV 1860 München     |
| 20            | Manabu Saito      | 04-04-1990    | 0  | 0 | 0 | 0 | 0 | 0 | 0 | Yokohama F·Marinos   |

#### Afvallers
| Doelman       |                 |            |                     |
|               | Takuto Hayashi  | 09-08-1982 | Sanfrecce Hiroshima |
| Verdedigers   |                 |            |                     |
|               | Yuichi Komano   | 25-07-1981 | Sanfrecce Hiroshima |
|               | Hiroki Mizumoto | 12-09-1985 | Júbilo Iwata        |
| Middenvelders |                 |            |                     |
|               | Kengo Nakamura  | 31-10-1980 | Kawasaki Frontale   |
|               | Hajime Hosogai  | 10-06-1986 | Hertha BSC          |
|               | Takumi Minamino | 16-01-1995 | Cerezo Osaka        |
| Aanvaller     |                 |            |                     |
|               | Yohei Toyoda    | 11-04-1985 | Sagan Tosu          |

### Groep C
| Land        | Win | Gel | Ver | DV | DT | +/− | Pnt |
| ----------- | --- | --- | --- | -- | -- | --- | --- |
| Colombia    | 3   | 0   | 0   | 9  | 2  | +7  | 9   |
| Griekenland | 1   | 1   | 1   | 2  | 4  | −2  | 4   |
| Ivoorkust   | 1   | 0   | 2   | 4  | 5  | -1  | 3   |
| Japan       | 0   | 1   | 2   | 2  | 6  | −4  | 1   |

|                            |                       |         |           |                                                                                         |
| 14 juni 2014 22:00 (UTC−3) | Ivoorkust             | 2 – 1   | Japan     | Arena Cidade da Copa, Recife Toeschouwers: 40.267 Scheidsrechter: Enrique Osses (Chili) |
| 14 juni 2014 22:00 (UTC−3) | Bony 64' Gervinho 66' | Verslag | 16' Honda | Arena Cidade da Copa, Recife Toeschouwers: 40.267 Scheidsrechter: Enrique Osses (Chili) |

| Ivoorkust | Japan |

| Ivoorkust:     |    |                     |     |
|                |    |                     |     |
| GK             | 1  | Barry Boubacar Copa |     |
| RB             | 17 | Serge Aurier        |     |
| CB             | 5  | Didier Zokora       | 58' |
| CB             | 22 | Souleymane Bamba    | 54' |
| LB             | 3  | Arthur Boka         | 75' |
| CM             | 9  | Cheikh Tioté        |     |
| CM             | 20 | Geoffroy Serey Die  | 62' |
| AM             | 19 | Yaya Touré          |     |
| RW             | 8  | Salomon Kalou       |     |
| CF             | 12 | Wilfried Bony       | 78' |
| LW             | 10 | Gervinho            |     |
| Wisselspelers: |    |                     |     |
| FW             | 11 | Didier Drogba       | 62' |
| DF             | 18 | Constant Djakpa     | 75' |
| MF             | 13 | Didier Ya Konan     | 78' |
| Coach:         |    |                     |     |
| Sabri Lamouchi |    |                     |     |

| Japan:             |    |                   |     |
|                    |    |                   |     |
| GK                 | 1  | Eiji Kawashima    |     |
| RB                 | 2  | Atsuto Uchida     |     |
| CB                 | 22 | Maya Yoshida      | 23' |
| CB                 | 6  | Masato Morishige  | 64' |
| LB                 | 5  | Yuto Nagatomo     |     |
| CM                 | 16 | Hotaru Yamaguchi  |     |
| CM                 | 17 | Makoto Hasebe     | 54' |
| AM                 | 4  | Keisuke Honda     |     |
| RW                 | 9  | Shinji Okazaki    |     |
| CF                 | 18 | Yuya Osako        | 68' |
| LW                 | 10 | Shinji Kagawa     | 86' |
| Wisselspelers:     |    |                   |     |
| MF                 | 7  | Yasuhito Endo     | 54' |
| FW                 | 13 | Yoshito Okubo     | 68' |
| FW                 | 11 | Yoichiro Kakitani | 86' |
| Coach:             |    |                   |     |
| Alberto Zaccheroni |    |                   |     |

|                            |         |       |             |                                                                   |
| 19 juni 2014 19:00 (UTC−3) | Japan   | 0 – 0 | Griekenland | Arena das Dunas, Natal Scheidsrechter: Joel Aguilar (El Salvador) |
| 19 juni 2014 19:00 (UTC−3) | Verslag |       |             | Arena das Dunas, Natal Scheidsrechter: Joel Aguilar (El Salvador) |

| Japan | Griekenland |

| Japan:             |    |                  |         |
|                    |    |                  |         |
| GK                 | 1  | Eiji Kawashima   |         |
| RB                 | 2  | Atsuto Uchida    |         |
| CB                 | 22 | Maya Yoshida     |         |
| CB                 | 15 | Yasuyuki Konno   |         |
| LB                 | 5  | Yuto Nagatomo    |         |
| CM                 | 16 | Hotaru Yamaguchi |         |
| CM                 | 17 | Makoto Hasebe    | 12' 46' |
| AM                 | 4  | Keisuke Honda    |         |
| RW                 | 9  | Shinji Okazaki   |         |
| CF                 | 18 | Yuya Osako       | 57'     |
| LW                 | 13 | Yoshito Okubo    |         |
| Wisselspelers:     |    |                  |         |
| MF                 | 7  | Yasuhito Endo    | 46'     |
| MF                 | 10 | Shinji Kagawa    | 57'     |
| Coach:             |    |                  |         |
| Alberto Zaccheroni |    |                  |         |

| Griekenland:    |    |                           |         |
|                 |    |                           |         |
| GK              | 1  | Orestis Karnezis          |         |
| RB              | 15 | Vasilis Torosidis         | 89'     |
| CB              | 4  | Kostas Manolas            |         |
| CB              | 19 | Sokratis Papastathopoulos |         |
| LB              | 20 | José Holebas              |         |
| CM              | 2  | Giannis Maniatis          |         |
| DM              | 21 | Kostas Katsouranis        | 27' 38' |
| CM              | 8  | Panagiotis Kone           | 81'     |
| RW              | 18 | Ioannis Fetfatzidis       | 41'     |
| CF              | 9  | Kostas Mitroglou          | 35'     |
| LW              | 7  | Georgios Samaras          | 54'     |
| Wisselspelers:  |    |                           |         |
| FW              | 17 | Theofanis Gekas           | 35'     |
| MF              | 10 | Giorgos Karagounis        | 41'     |
| FW              | 14 | Dimitrios Salpigidis      | 81'     |
| Coach:          |    |                           |         |
| Fernando Santos |    |                           |         |

|                            |               |         |                                                     |                                                                 |
| 24 juni 2014 16:00 (UTC−4) | Japan         | 1 – 4   | Colombia                                            | Arena Pantanal, Cuiabá Scheidsrechter: Pedro Proença (Portugal) |
| 24 juni 2014 16:00 (UTC−4) | Okazaki 45+1' | Verslag | 17' (pen.) Cuadrado 55', 82' Martínez 89' Rodríguez | Arena Pantanal, Cuiabá Scheidsrechter: Pedro Proença (Portugal) |

| Japan | Colombia |

| Japan:             |    |                   |     |
|                    |    |                   |     |
| GK                 | 1  | Eiji Kawashima    |     |
| RB                 | 2  | Atsuto Uchida     |     |
| CB                 | 22 | Maya Yoshida      |     |
| CB                 | 15 | Yasuyuki Konno    | 16' |
| LB                 | 5  | Yuto Nagatomo     |     |
| CM                 | 14 | Toshihiro Aoyama  | 62' |
| CM                 | 17 | Makoto Hasebe     |     |
| AM                 | 4  | Keisuke Honda     |     |
| RW                 | 9  | Shinji Okazaki    | 69' |
| CF                 | 13 | Yoshito Okubo     |     |
| LW                 | 10 | Shinji Kagawa     | 85' |
| Wisselspelers:     |    |                   |     |
| MF                 | 16 | Hotaru Yamaguchi  | 62' |
| FW                 | 11 | Yoichiro Kakitani | 69' |
| MF                 | 8  | Hiroshi Kiyotake  | 85' |
| Coach:             |    |                   |     |
| Alberto Zaccheroni |    |                   |     |

| Colombia:      |    |                        |     |
|                |    |                        |     |
| GK             | 1  | David Ospina           | 85' |
| RB             | 4  | Santiago Arias         |     |
| CB             | 23 | Carlos Valdés          |     |
| CB             | 16 | Éder Álvarez           |     |
| LB             | 7  | Pablo Armero           |     |
| RW             | 11 | Juan Cuadrado          | 46' |
| CM             | 15 | Alexander Mejía        |     |
| CM             | 13 | Fredy Guarín           | 63' |
| LW             | 20 | Juan Fernando Quintero | 46' |
| AM             | 19 | Adrián Ramos           |     |
| CF             | 21 | Jackson Martínez       |     |
| Wisselspelers: |    |                        |     |
| MF             | 5  | Carlos Carbonero       | 46' |
| MF             | 10 | James Rodríguez        | 46' |
| GK             | 22 | Faryd Mondragón        | 85' |
| Coach:         |    |                        |     |
| José Pékerman  |    |                        |     |

JFA · A-Internationals · Selecties · Bondscoaches · Statistieken · Olympisch elftal · Japans vrouwenelftal · Japan U21 · Japan U20 · Japan U19 · Japan U18 · Japan U17
1910 – 1949 · 
1950 – 1959 · 
1960 – 1969 · 
1970 – 1979 · 
1980 – 1989 · 
1990 – 1999 · 
2000 – 2009 · 
2010 – 2019 · 
2020 – 2029
CC 1995 · 
CC 2001 · 
CC 2003 · 
CC 2005
WK 1998 · 
WK 2002 · 
WK 2006 · 
WK 2010 · 
WK 2014 · 
WK 2018
OS 1936 · 
OS 1956 ·
OS 1964 · 
OS 1968 · 
OS 1996 ·
OS 2000 ·
OS 2004 ·
OS 2008 ·
OS 2012 ·
OS 2016 ·
OS 2020
1917 · 
1918 · 1919 · 
1921 · 
1922 · 
1923 · 
1924 · 
1925 · 
1926 · 
1927 · 
1928 · 1929 · 
1930 · 
1931 · 1932 · 1933 · 
1934 · 
1935 · 
1936 · 
1937 · 1938 · 
1939 · 
1940 · 
1941 · 
1942 · 
1943 – 1950 · 
1951 · 
1952 · 1953 · 
1954 · 
1955 · 
1956 · 
1957 · 
1958 · 
1959 · 
1960 · 
1961 · 
1962 · 
1963 · 
1964 · 
1965 · 
1966 · 
1967 · 
1968 · 
1969 · 
1970 · 
1971 · 
1972 · 
1973 · 
1974 · 
1975 · 
1976 · 
1977 · 
1978 · 
1979 · 
1980 · 
1981 · 
1982 · 
1983 · 
1984 · 
1985 · 
1986 · 
1987 · 
1988 · 
1989 · 
1990 · 
1991 · 
1992 · 
1993 · 
1994 · 
1995 · 
1996 · 
1997 · 
1998 · 
1999 · 
2000 · 
2001 · 
2002 · 
2003 · 
2004 · 
2005 · 
2006 · 
2007 · 
2008 · 
2009 · 
2010 · 
2011 · 
2012 · 
2013 · 
2014 · 
2015 ·
2016 ·
2017 ·
2018 ·
2019 ·
2020 ·
2021 ·
2022
Afghanistan ·
Angola ·
Argentinië ·
Australië ·
Azerbeidzjan · 
Bahrein ·
Bangladesh ·
België ·
Bolivia ·
Bosnië en Herzegovina ·
Brazilië ·
Brunei ·
Bulgarije ·
Cambodja ·
Canada ·
Chili ·
China ·
Colombia ·
Costa Rica ·
Cyprus ·
Denemarken ·
Duitsland ·
Ecuador ·
Egypte ·
El Salvador ·
Engeland ·
Filipijnen ·
Finland ·
Frankrijk ·
Ghana ·
Griekenland ·
Guatemala ·
Haïti ·
Honduras ·
Hongarije ·
Hongkong ·
IJsland ·
India ·
Indonesië ·
Irak ·
Iran ·
Israël ·
Italië ·
Ivoorkust ·
Jamaica ·
Jemen ·
Joegoslavië ·
Jordanië ·
Kameroen ·
Kazachstan ·
Kirgizië ·
Koeweit ·
Kroatië ·
Letland ·
Luxemburg ·
Macau ·
Maleisië ·
Mali ·
Malta ·
Mexico ·
Mongolië ·
Montenegro ·
Myanmar ·
Nederland ·
Nepal ·
Nieuw-Zeeland ·
Nigeria ·
Noord-Korea ·
Noorwegen ·
Oekraïne ·
Oezbekistan ·
Oman ·
Oostenrijk ·
Pakistan ·
Palestina ·
Panama ·
Paraguay ·
Peru ·
Polen ·
Qatar ·
Roemenië ·
Rusland ·
Saoedi-Arabië ·
Schotland ·
Senegal ·
Servië ·
Servië en Montenegro ·
Singapore ·
Slowakije ·
Sovjet-Unie ·
Spanje ·
Sri Lanka ·
Syrië ·
Tadzjikistan ·
Taiwan ·
Thailand ·
Togo ·
Trinidad en Tobago ·
Tsjechië ·
Tunesië ·
Turkije ·
Turkmenistan ·
Uruguay ·
Venezuela ·
Verenigde Arabische Emiraten ·
Verenigde Staten ·
Vietnam ·
Wales ·
Wit-Rusland ·
Zambia ·
Zuid-Afrika ·
Zuid-Jemen ·
Zuid-Korea ·
Zuid-Vietnam ·
Zweden ·
Zwitserland
Australië (2006) · 
Brazilië (2006) · 
België (2018) · 
Colombia (2014) · 
Colombia (2018) ·
Denemarken (2010) ·
Duitsland (2022) · 
Frankrijk (2001) · 
Griekenland (2014) · 
Ivoorkust (2014) · 
Kameroen (2010) · 
Kroatië (2006) · 
Nederland (2010) ·
Polen (2018) ·
Senegal (2018) ·
Spanje (2022)